# Seh Chek
Seh Chek (persiska: سه چک) är en ort i Iran.   Den ligger i provinsen Kermanshah, i den västra delen av landet, 400 km väster om huvudstaden Teheran. Seh Chek ligger 1 377 meter över havet och antalet invånare är 321.
Terrängen runt Seh Chek är varierad. Runt Seh Chek är det ganska tätbefolkat, med 179 invånare per kvadratkilometer. Närmaste större samhälle är Bīsotūn, 14,3 km öster om Seh Chek. Trakten runt Seh Chek består i huvudsak av gräsmarker.